# Колумбус (модуль МКС)

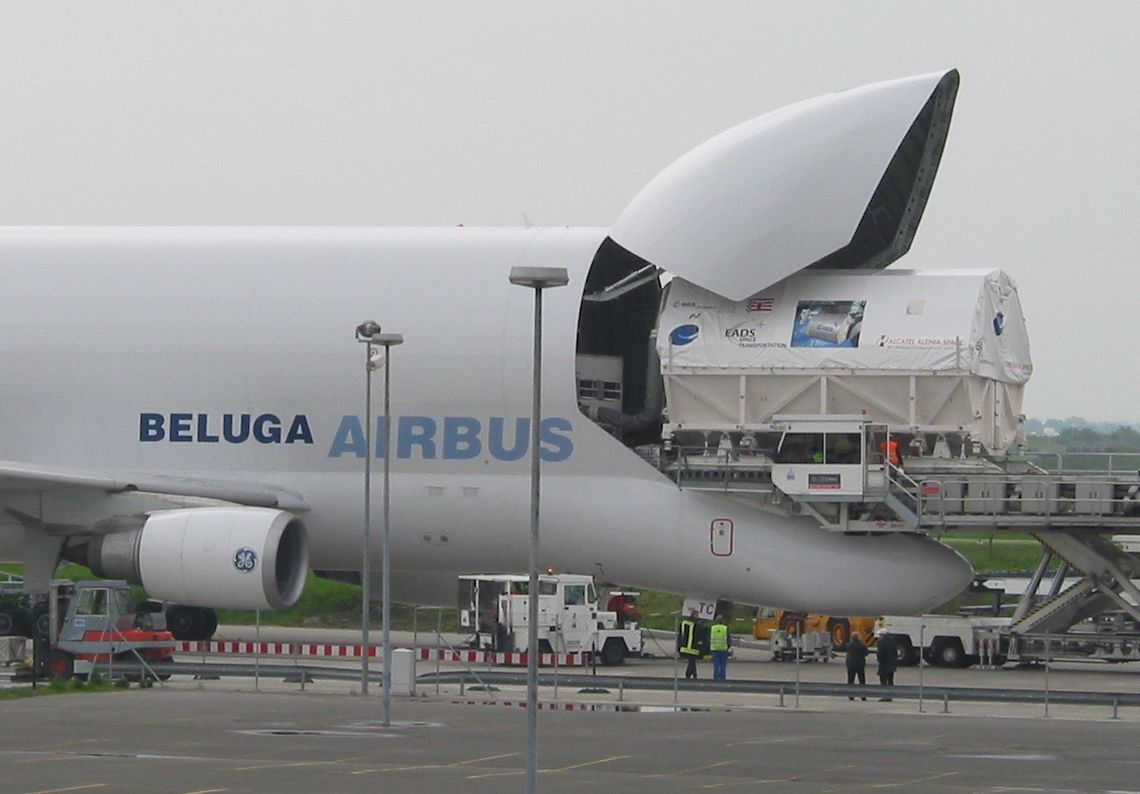
Завантаження модуль «Коламбус» в «Airbus Beluga» в Бремен аеропорту

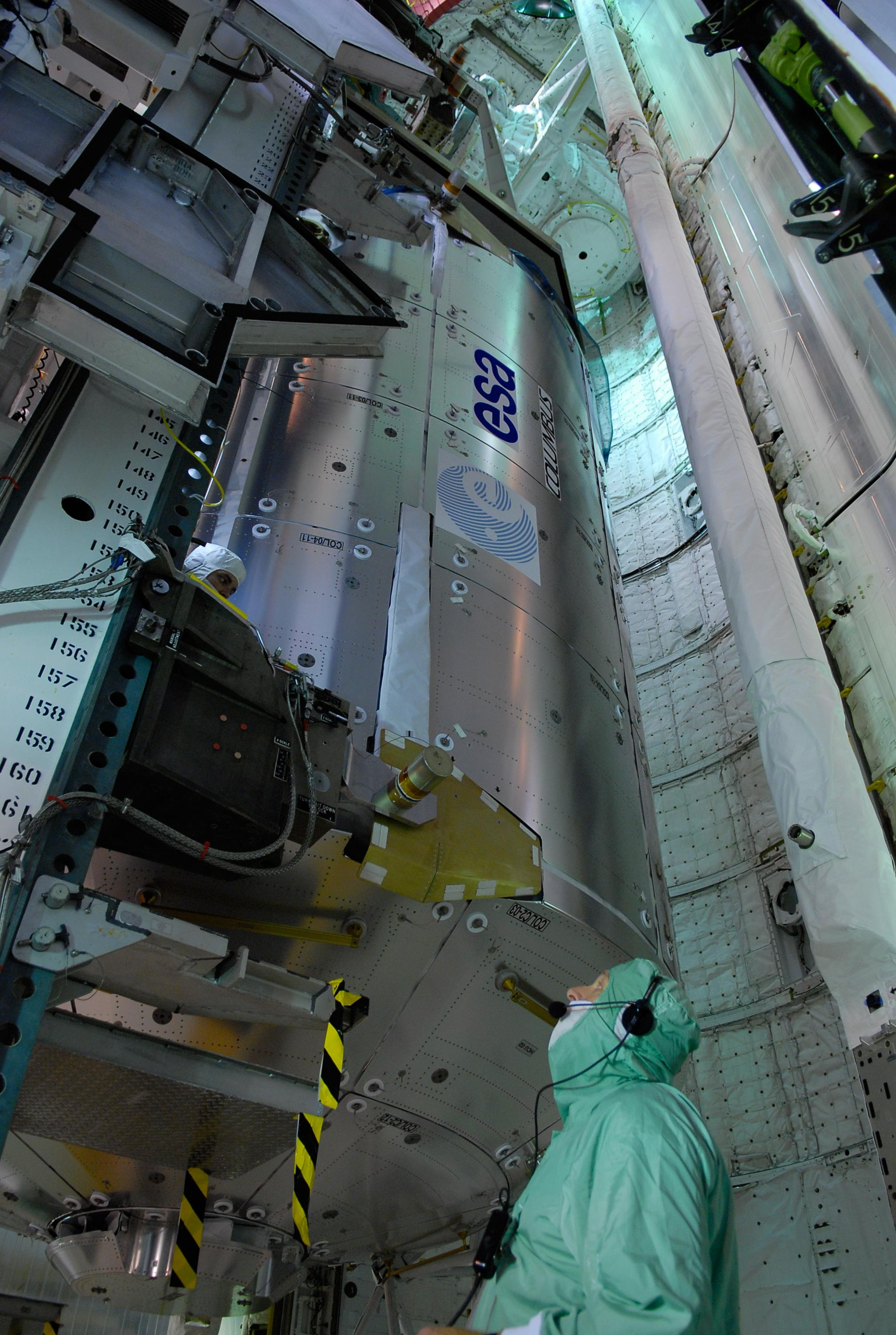
Модуль «Коламбус» встановлені у вантажному відсіку Атлантиди в рамках підготовки до запуску.

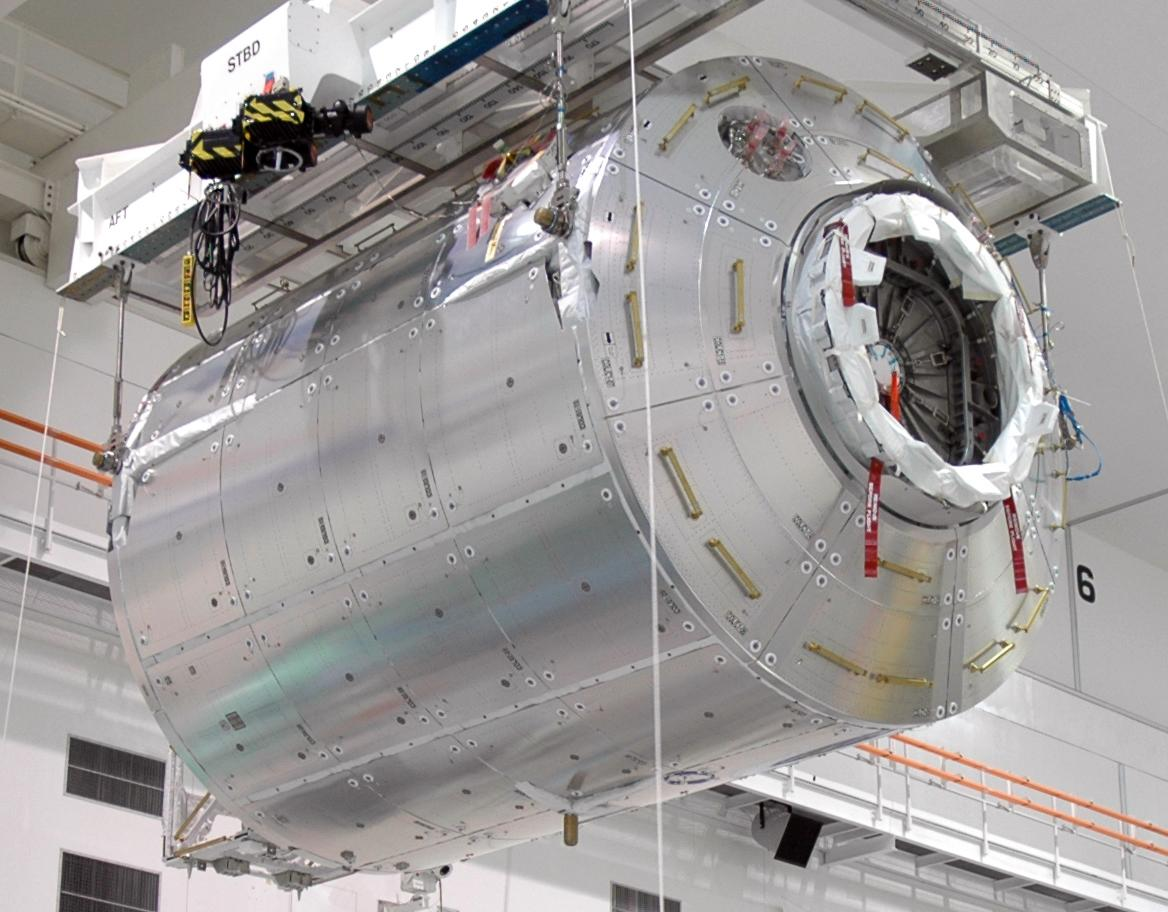
Модуль «Коламбус» в Космічному Центрі Кеннеді.

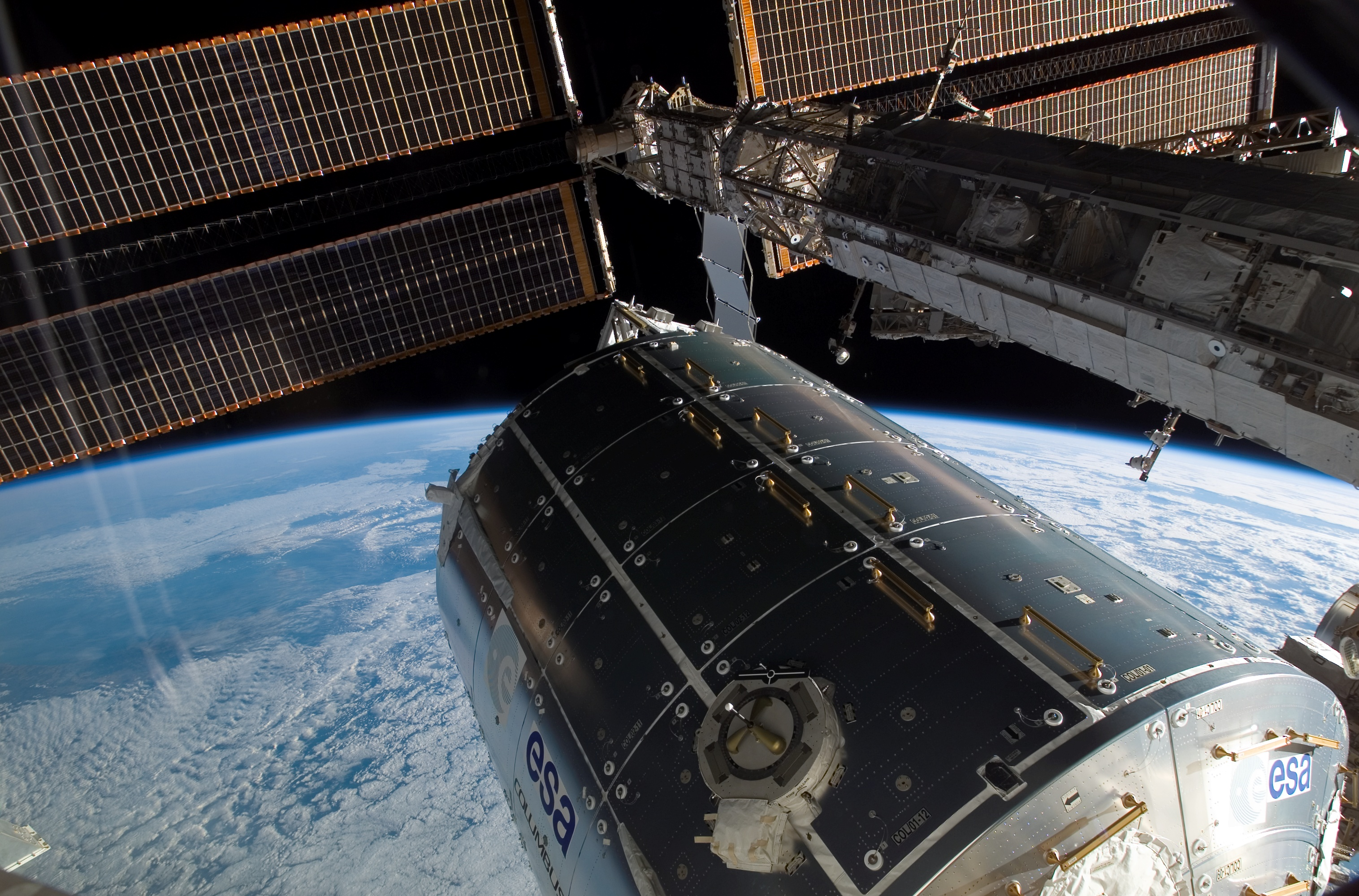
Модуль «Коламбус» у складі МКС.

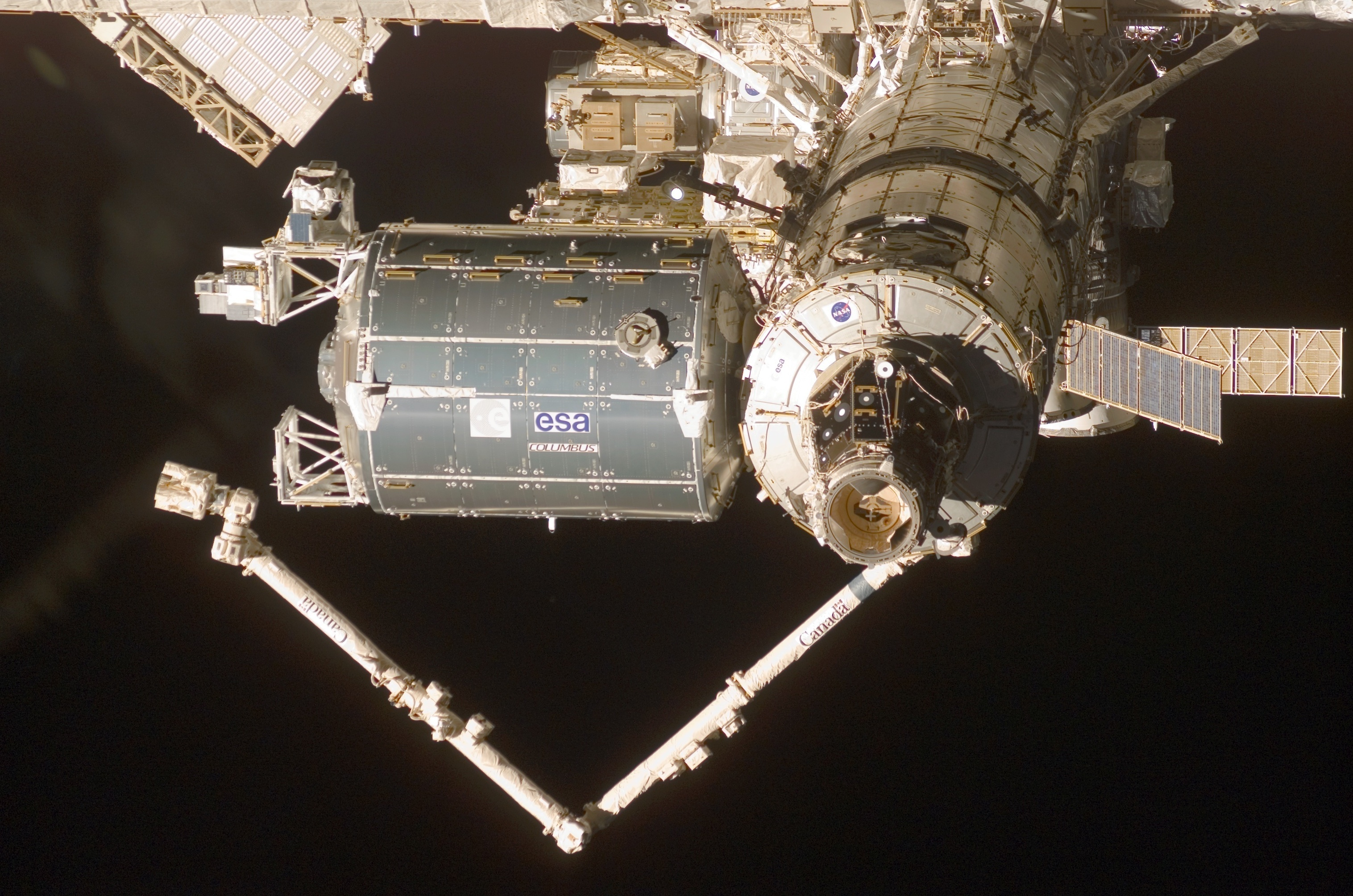
Колумб пристикований до правого борту Гармонії.

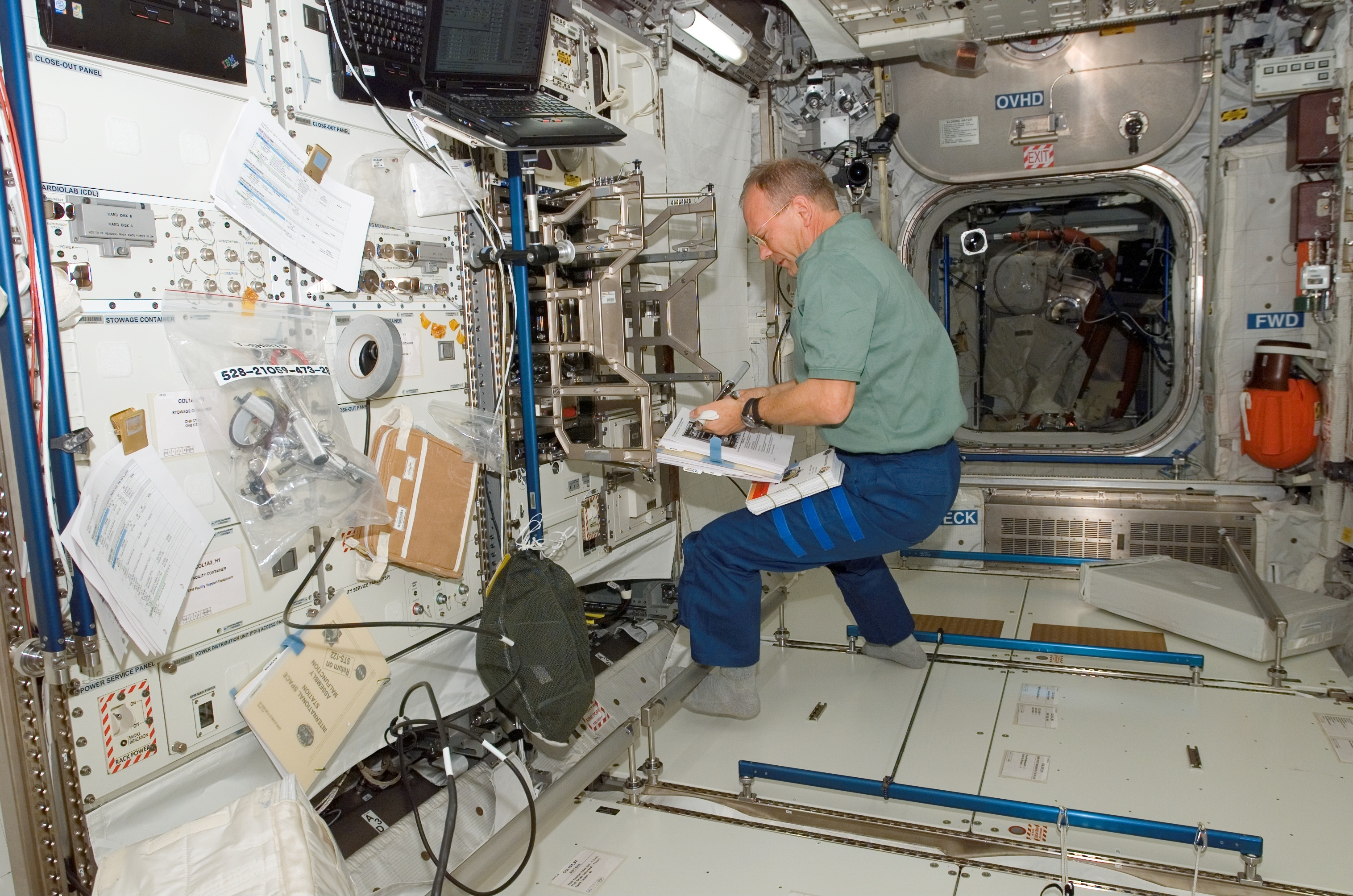
Ханс Шлегель працює над екіпірування Колумба.

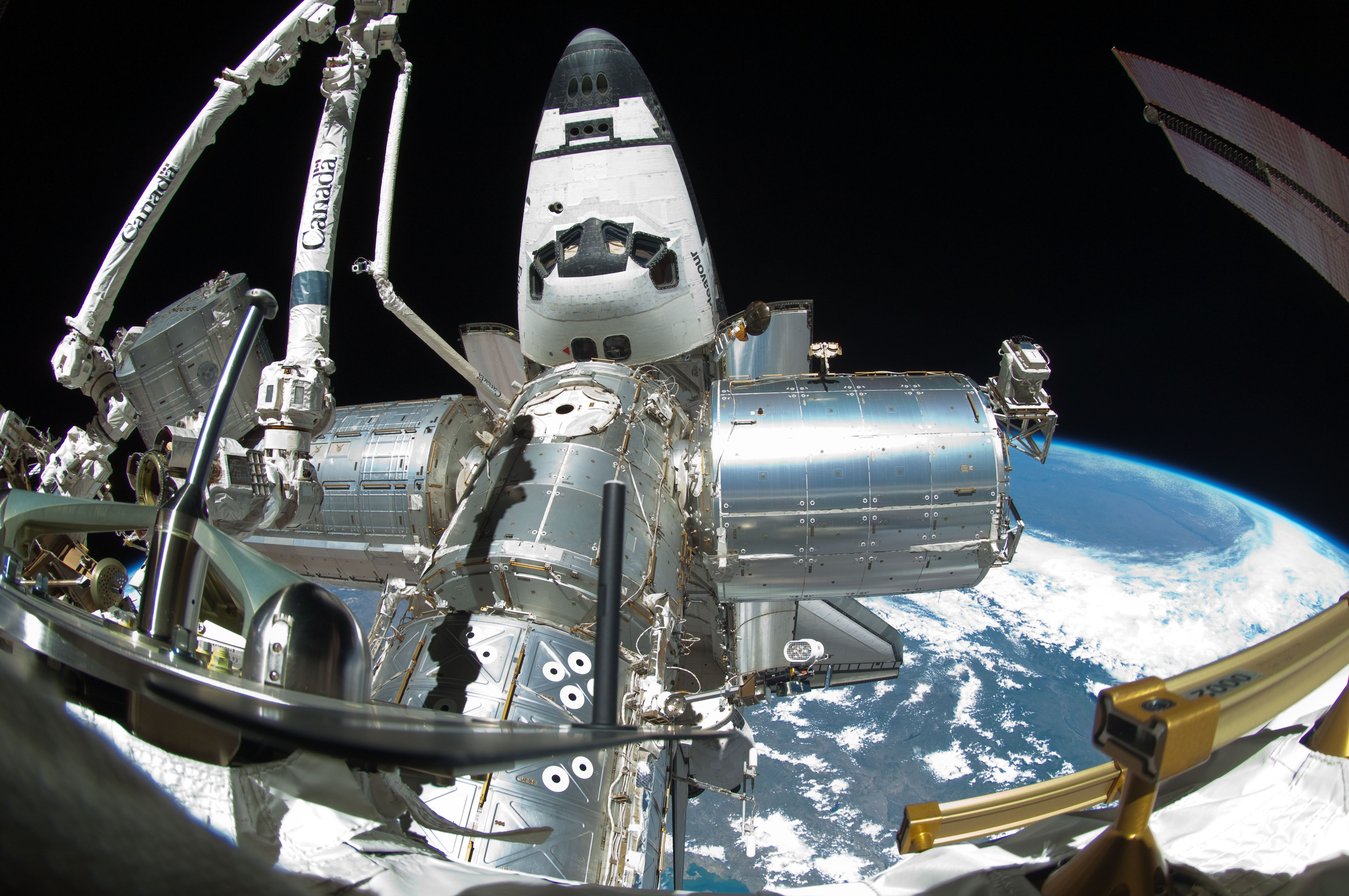
Модуль Колумб (праворуч) зображений з шатл Ендевора травня 2011

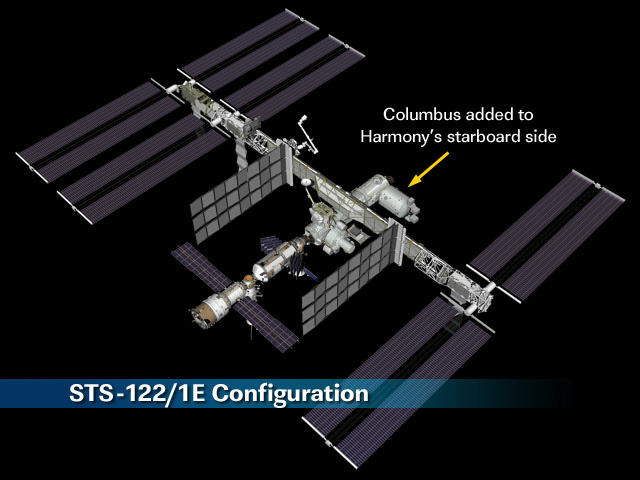
Положення Колумба на МКС.

«Коламбус» (англ. Columbus-Колумб) — модуль Міжнародної космічної станції створений за замовленням Європейського космічного агентства консорціумом європейських аерокосмічних фірм. «Коламбус» це перший серйозний внесок Європи в будівництво МКС, являє собою наукову лабораторію, яка дає європейським вченим можливість проводити дослідження в умовах мікрогравітації.
Модуль був запущений 7 лютого 2008, на борту шаттла «Атлантіс» в ході польоту STS-122. Пристикований до модуля «Гармонія» 11 лютого в 21:44 UTC.

## Історія
Родоначальником модуля є проєкт європейської космічної станції з такою ж назвою, розроблений в кінці 1980-х років. Станцію планувалося виводити на орбіту ракетою-носієм Аріан-5 і обслуговувати за допомогою МТКК «Гермес». Однак скасування проєкту «Гермес» і скорочення фінансування Європейського космічного агентства привели до призупинення і подальшої скасування проєкту самостійної європейської орбітальної станції.
Нове життя проєкт європейської лабораторії отримав в жовтні 1995 р., коли на Раді міністрів країн, учасниць ЄКА, в Тулузі, були визначені масштаби європейської участі в програмі Міжнародної Космічної Станції. Було прийнято рішення про створення орбітального модуля (лабораторії) «Коламбус» — (англ. Columbus Orbital Facility) або (англ. Columbus Laboratory) і установок для досліджень в умовах мікрогравітації (англ. Microgravity Facilities) для модуля «Коламбус».
В 1996 р., ЄКА підписало контракт вартістю 658 млн євро з головним підрядником DASA (зараз частина EADS Astrium) на розробку лабораторії «Коламбус».

## Будівництво
Модуль «Коламбус» в рамках ЄКА був побудований Італією (Італійське космічне агентство), яка раніше вже мала досвід створення герметичних модулів шаттлівської станції-лабораторії Спейслеб, а потім виробляла також для Міжнародної космічної станції модулі американського сегменту «Гармонія», «Спокій», «купол» і запускалися на шаттл герметичні багатоцільові модулі постачання (MPLM) «Леонардо», «Рафаель» і «Донателло».

## Науково-дослідна діяльність
Проєкт «Атомний годинник в космосі» (англ. ACES) буде проводиться під керівництвом Європейського космічного агентства, яке розташує ультра-стабільні атомні годинники на борту Міжнародної космічної станції. Робота в умовах мікрогравітації на МКС забезпечуватиме стабільний і точний час в різних областях дослідження, в тому числі загальної теорії відносності і теорії струн, для цілей метрології й інтерферометрії з наддовгою базою. Годинник буде розташовуватися внизу праворуч зовні модуля Колумбус, для хорошого доступу до Землі. Планується, що годинник буде працювати на орбіті протягом 18-36 місяців.

## Технічні характеристики
- Маса модуля «Колумбус» дорівнює 12 т 112 кг. Довжина 6871 мм. Діаметр 4477 мм. Планована тривалість функціонування «Колумбус» 10 років. Вартість його будівництва перевищила $ 1,9 млрд.
- Європейський лабораторний модуль забезпечений десятьма стандартними стійками для наукового обладнання і призначений для проведення фізичних, матеріалознавчих, медико-біологічних та інших експериментів.
- Керувати роботою модуля буде Європейський центр, розташований в 60 км від Мюнхена в місті Оберпфаффенхофен.